# Sielnica (Słowacja)
Sielnica – wieś (obec) na Słowacji położona w kraju bańskobystrzyckim, w powiecie Zwoleń.

## Położenie
Sielnica leży w południowo-zachodniej części Kotliny Zwoleńskiej, u wylotu Doliny Sielnickiej, około 7 km na północ od Zwolenia. Zabudowania wsi rozciągają się po obu stronach Potoku Sielnickiego, po zachodniej stronie drogi szybkiego ruchu R1.

## Historia
Pierwsze wzmianki o miejscowości pochodzą z 1250 roku, kiedy to należała do osad służebnych dawnego zamku Zwoleń. Od końca XIII wieku jej właścicielem był zakon premonstratensów z Klasztoru pod Zniewem. W XVI i XVII wieku wieś wiele ucierpiała na skutek napadów tureckich. W 1710 roku podczas antyhabsburskiego powstania Franciszka Rakoczego została prawie w całości spalona. W czasie słowackiego powstania narodowego były tu dyslokowane jednostki wojskowe i partyzanckie, które zabezpieczały funkcjonowanie powstańczego lotniska Tri duby.

## Demografia
Według danych z dnia 31 grudnia 2012 roku, wieś zamieszkiwało 1345 osób, w tym 686 kobiet i 659 mężczyzn.
W 2001 roku rozkład populacji względem narodowości i przynależności etnicznej wyglądał następująco:
- Słowacy – 97,06%
- Czesi – 0,43%
- Romowie – 1,99%
- Ukraińcy – 0,09%

Ze względu na wyznawaną religię struktura mieszkańców kształtowała się w 2001 roku następująco:
- Katolicy rzymscy – 86,76%
- Grekokatolicy – 0,09%
- Ewangelicy – 4,24%
- Prawosławni – 0,09%
- Ateiści – 4,58%
- Przedstawiciele innych wyznań – 0,09%
- Nie podano – 3,55%